# Еудженіо Еспозіто
Еудженіо Еспозі́то (Євгеній Домінікович; італ. Eugenio Esposito; нар. 1863, Неаполь — пом. 1935, Мілан) — італійський диригент і композитор.

## Біографія
Народився у 1863 році в місті Неаполі (нині Італія). Італієць. Музичну освіту здобув в Італії. Працював оперним диригентом.
З 1892 року — диригент оперної антрепризи Олексія Картавова у Харкові. Впродовж 1894–1897 років мав власну антрепризу. З 1897 року — диригент опери Сави Мамонтова у Москві в якій відбулося перше виконання опери «Садко» Миколи Римського-Корсакова, московська прем'єра опери «Хованщина» Модеста Мусоргського. Протягом 1901–1902 та 1909–1911 років очолював симфонічний оркестр Кубанського козачого війська у місті Катеринодарі, при якому відкрив класи оперного та хорового співу.
У 1907–1908 роках працював в антрепризі Степана Брикіна у Києві, де відбулася перша в Україні постановка опери «Казка про царя Салтана» Миколи Римського-Корсакова; у 1908–1909 роках — в антрепризі Максиміліана Максакова в Одесі. До 1913 року працював в опергих антрепризах у Олексія Церетелі у і Михайла Лентовского у Москві, Миколи Фігнера в Тифлісі і в Нижньому Новгороді, Миколи Собольщикова-Самаріна в Казані, Михайла Бородая в Києві.
З 1913 року — хормейстер драматичних театрів у Москві. У 1925 році повернуівся до Італії. Помер у Мілані у 1935 році.

## Творчість
Автор опер:
- «Каморра» (за п'єсою Сави Мамонтова). Постановки відбулися у 1903 році у Москві у театрі «Ермітаж» та силами Товариства любителів оркестрової, камерної та вокальної музики, у Києві у 1909 році, в Одесі в 1913 році;
- «Міщанин-шляхтич» (за комедією Жана Батиста Мольєра). Перша постановка відбулися у 1905 році в Москві;
- «Чорний тюрбан». Перша постановка відбулися у 1912 році в Києві;
- «У моря». Перша постановка в середині 1920-х років;

Написав балет «Кармен» (за новелою Проспера Меріме; 1-ша половина 1920-х років); кантату «Пам'яті Олександра Пушкіна», романси, музику для театру-кабаре «Летюча миша», а також оперету «Козацькі прадіди».